# Dan Swartz
Pour les articles homonymes, voir Swartz.
Daniel S. « Dan » Swartz, né le 23 décembre 1934 à Owingsville, dans le Kentucky, décédé le 3 avril 1997, est un ancien joueur américain de basket-ball. Il évolue durant sa carrière au poste d'ailier fort.

## Palmarès
- Médaillé d'or aux jeux panaméricains à Chicago avec la sélection américaine en 1959[1].
- Champion NBA en 1963 avec les Celtics de Boston.